# Хандрыга, Александр Яковлевич
Хандрыга, Александр Яковлевич (17 ноября 1954 — 8 октября 1992) — украинский мини-футбольный функционер, начальник мини-футбольного клуба «Механизатор», один из инициаторов и председатель Союза мини-футбольных клубов Украины.
Александр Хандрыга является одним из основателей мини-футбольного клуба «Механизатор», наряду с Олегом Зеликсоном и Игорем Рудольфом. Клуб был создан в 1987 году, и уже через три года под руководством Хандрыги, являющегося начальником команды, стал чемпионом УССР и обладателем Кубка УССР. Ещё через год «Механизатор» стал единственным обладателем Кубка СССР по мини-футболу.
В 1991 году советские средства массовой информации отмечали, что Александр Хандрыга являлся одним из наиболее выдающихся инициаторов и идейных вдохновителей мини-футбола на Украине, наряду с Семёном Николаевичем Андреевым, развивавшим мини-футбол в России. Назначенный тренером сборной СССР по мини-футболу, Андреев привлёк Хандрыгу в качестве одного из тренеров сборной страны.
В 1990 году Александр Хандрыга становится руководителем созданного в Днепропетровске Союза мини-футбольных клубов Украины. Организация занималась развитием мини-футбола на Украине до 1993 года. В 1991 году Хандрыга также входит в состав комитета по мини-футболу Федерации футбола СССР.
Александр Хандрыга погиб в 1992 году.
В 1993 году в Днепропетровске прошёл мини-футбольный турнир памяти Александра Хандрыги, завершившийся победой днепропетровского «Механизатора». С тех пор турнир стал традиционным и проводился несколько раз. 16 декабря 2011 года прошёл матч памяти Александра Хандрыги и Константина Еременко, выдающегося мини-футболиста, известного выступлениями за днепропетровский «Механизатор» и московскую «Дину».